# Josef Wolf (Historiker)
Josef Wolf (* 15. November 1952 in Arad, Volksrepublik Rumänien) ist ein deutscher Historiker.

## Leben
1971 begann Josef Wolf sein Studium der Geschichte und Anglistik an der Babeș-Bolyai-Universität in Cluj-Napoca (deutsch Klausenburg), das er 1975 als Magister Artium abschloss. Darauf war er von 1975 bis 1980 wissenschaftlicher Mitarbeiter am Museum für siebenbürgische Geschichte Klausenburg und zwischen 1980 und 1987 als wissenschaftlicher Assistent an der Abteilung Geschichte der Universität Klausenburg tätig. 1990 wurde er zum Leiter des Forschungsbereichs Historisch-genetische Siedlungskunde am Institut für donauschwäbische Geschichte und Landeskunde in Tübingen berufen.
Wolfs Forschungsschwerpunkte sind die Geschichte der Neuzeit und die Historische Demographie und Regionalgeschichte. Sein Forschungsbereich befasst sich mit der Entwicklung siedlungs- und bevölkerungsgeographischer Strukturen in den heutigen und ehemaligen deutschen Siedlungsgebieten in Ostmittel- und Südosteuropa, und seine Arbeitsthemen erstrecken sich von der Siedlungs- und Bevölkerungsgeschichte über Wirtschaftsgeschichte bis hin zur ethnischen Kartographie. Zu seinen Aufgaben gehört auch die Betreuung der Karten- und Diasammlung. Er ist außerdem Vorsitzender des Arbeitskreises Banater Historiker.

## Publikationen (Auswahl)
- Die Deutschen in Rumänien. Ein geschichtlicher Überblick, in: Aussiedler – Deutsche kommen nach Deutschland. Ausstellungskatalog, Haus des deutschen Ostens, Düsseldorf 1990.
- Die Banater Landwirtschaft von 1779 bis 1867. Agrar- und Besitzstrukturen im Wandel, gemeinsam mit Ruth Fabritius, in: Banatica. Beiträge zur deutschen Kultur 9 (1992), 2, S. 11–25.
- Die demographische Situation der Banater Deutschen im Zahlenspiegel der jüngsten rumänischen Volkszählung (1992), in: Banatica. Beiträge zur deutschen Kultur 11 (1994), 3, S. 28–61.
- Johann Wolf als Regionalhistoriker, in: Walther Konschitzky, Eduard  Schneider (Hrsg.): Johann Wolf – Erzieher, Forscher, Förderer, Landsmannschaft der Banater Schwaben in Zusammenarbeit mit dem Kulturverband der Banater Deutschen, München, 1994, S. 188–213.
- Deutsche Minderheiten in Südosteuropa im Umbruch. Die Volkszählungen 1990–1992 (= Materialien, 3). Tübingen 1994, 341 S.
- Quellen zur Wirtschafts-, Sozial- und Bevölkerungsgeschichte des Banats im 18. Jahrhundert (= Materialien, 5). Tübingen 1995, 520 S.
- Raumbewertung, Verkehr und Verkehrspolitik im Banat des 18. Jahrhunderts im Lichte der Landesbeschreibungen, in: Südostdeutsches Archiv 38/39 (1995/96), S. 41–70.
- Entwicklung der ethnischen Struktur des Banats 1890–1992. Development of Ethnic Structure of the Banat 1890–1992. 2.8-H/R/YU A 1890, 1891; 2.8-H/R/YU B 1930/1931; 2.8-H/R/YU C 1949/1953/1956; 2.8-H/R/YU D 1990/1991/1992, Kartenreihe mit Begleittext und Ortsregister im Atlas Ost- und Südosteuropa. Atlas of Eastern and Southeastern Europe, Österreichisches Ost- und Südosteuropa-Institut, redaktionelle Gesamtleitung Peter Jordan, Wien 1999.
- mit Wolfgang Zimmermann: Fließende Räume – Karten des Donauraums 1650–1800. Schnell + Steiner, Regensburg 2017, ISBN 978-3-7954-3216-4.
- mit Wolfgang Zimmermann: Die Türkenkriege des 18. Jahrhunderts. Wahrnehmen – Wissen – Erinnern. Schnell + Steiner, Regensburg 2017, ISBN 978-3-7954-3218-8.